# Fontaine-Chalendray
 Fontaine-Chalendray  es una población y comuna francesa, situada en la región de Poitou-Charentes, departamento de Charente Marítimo, en el distrito de Saint-Jean-d'Angély y cantón de Aulnay.
En la comuna nace el río Antenne, afluente del Charente.

## Demografía
| 458 | 432 | 374 | 336 | 270 | 284 |
| Para los censos de 1962 a 1999 la población legal corresponde a la población sin duplicidades (Fuente: INSEE [Consultar]) |     |     |     |     |     |